# بيتر إيندرولات
بيتر ايندرولات (بالألمانية: Peter Endrulat)‏ مواليد 10 أغسطس 1954 في زيغن هو لاعب كرة قدم ألماني سابق في مركز حارس المرمى وحالياً يعمل مدرباً لكرة القدم.

## روابط خارجية
- بيتر إيندرولات على موقع قاعدة بيانات كرة القدم.إي يو (الإنجليزية)
- بيتر إيندرولات على موقع بيانات كرة القدم. دي إي (الألمانية)
- بيتر إيندرولات على موقع عالم كرة القدم.نت (الإنجليزية)